# Thiago Finch
Thiago Henrique Pinto Fonseca (João Monlevade, 9 de agosto de 1995), mais conhecido como Thiago Finch, é um empresário e influenciador digital brasileiro. Ganhou notoriedade no mercado de marketing digital, destacando-se pela criação de infoprodutos e estratégias de lançamento. Thiago Finch ganhou destaque no mercado de marketing digital no Brasil ao alcançar um faturamento de R$ 128 milhões em 50 dias em 2023 com o lançamento do produto digital Nômade Milionário.
Em 2024, Finch mudou-se para Los Angeles e adquiriu uma mansão em Bel-Air, anteriormente pertencente ao influenciador Dan Bilzerian.

## Biografia

### Início de vida
Thiago Henrique Pinto Fonseca nasceu em 9 de agosto de 1995, em João Monlevade, Minas Gerais. Desde a infância, demonstrou interesse por negócios e empreendedorismo. Ainda criança, começou a vender balas na escola como forma de gerar sua própria renda.
Durante a adolescência, Finch ampliou suas atividades empreendedoras, passando a vender jogos eletrônicos.

### Empreendimentos
Em 2021, realizou seu primeiro lançamento com o treinamento Nômade Milionário, voltado para ensinar estratégias de negócios digitais e como empreender utilizando a internet. O treinamento faturou R$ 24 milhões em vendas e já acumulou mais de 50 mil alunos.
Em 2023, quando Finch relançou o Nômade Milionário, esse lançamento alcançou R$ 128 milhões em apenas 50 dias, tornando-se um dos maiores faturamentos já registrados no mercado de produtos digitais no Brasil.
Além dos lançamentos digitais, Thiago Finch expandiu sua atuação no mercado empresarial com a criação de novos negócios. Em 2022, Finch tornou-se sócio da Ticto, uma plataforma de vendas online voltada para a comercialização de infoprodutos e cursos digitais.
Finch é sócio-fundador da Holding Bilhon, um conglomerado empresarial que reúne diversas empresas dos setores de marketing digital, tecnologia, educação e produção audiovisual.

### Mansão em Los Angeles
Em 2024, Thiago Finch adquiriu uma mansão em Bel-Air, Los Angeles. A propriedade pertenceu anteriormente ao influenciador Dan Bilzerian, famoso por suas festas extravagantes. Isso gerou apreensão entre os moradores da vizinhança, receosos de que o novo proprietário pudesse retomar eventos semelhantes aos que marcavam o período de Bilzerian no local.

Desde sua aquisição, a mansão tornou-se palco de eventos exclusivos organizados por Finch, como o One Night for One, uma noite de gala voltada para networking entre empresários e investidores. O evento foi conduzido por Howie Mandel, Jaime King e Mario Lopez, e contou com a presença de outras celebridades, esportistas e músicos.